# Първа българска легия
Първата българска легия е военен отряд, сформиран в Белград от български доброволци по време на сръбско-турския конфликт от 1862 година. Според замисъла на организатора Георги Раковски отрядът трябва да вдигне на въстание българите в Османската империя. На практика легията участва в боевете за Белградската крепост, но никога не навлиза в османска територия. След тримесечно съществуване тя е разпусната от сръбското правителство под натиска на Великите сили.
Освен Раковски в Първата българска легия вземат участие и трупат опит редица видни български националреволюционери, в т.ч. и бъдещият създател на Вътрешната революционна организация Васил Левски.

## Замисъл
Съгласно плана за освобождение на България, оформен окончателно в края на 1861 година, освободителното въстание на българите от двете страни на Стара планина трябва да започне с нахлуването на полк отборни бойци от сръбска в османска територия през Княжевац до Търново. Поради недостига на финанси и липсата на собствена база на българските революционери, изпълнението на намеренията им зависи изцяло от княз Михаил Обренович. Планът на сръбските власти е да използват Раковски и доброволците му за прогонване на османските гарнизони от сръбска територия.

## Възникване и дейност
С помощта на сътрудниците си в Цариград (Стоил Балкански, Стоян Буйнов и други), Раковски започва агитация и събиране на средства още през септември същата година. На призива му откликват както емигранти, така и революционери от самата България. Към юни 1862 година в Белград се събират между 80 и 95, а по някои данни – до 600 доброволци.
Отрядът получава названието „легия“ в началото на юни 1862 година, когато взема участие във въоръжените стълкновения с турците при Варош капия и Видин капия в Белград. Впоследствие отбранява участък от сръбските позиции в града, а част от българските доброволци е изпратена в Крагуевац начело с Ильо Марков . Провалът на Хаджиставревата буна обаче пресича плановете за въстание в България. Кражба на събраните средства и неуспешните преговори за финансиране от българските общности в Браила и Виена оставят легията с много малко оръжие и я принуждават да мине на сръбска държавна издръжка в края на август. Поставено под английски и руски натиск, в началото на септември правителството на Илия Гарашанин разпуска легията като условие за помирение с Османската империя.

## По-видни участници
- Георги Раковски
- Ильо Марков
- Христо Македонски
- Иван Кулин
- Еремия Българов
- Стефан Караджа
- Хаджи Димитър
- Филип Тотю
- Васил Левски
- Иван Кършовски
- Васил Друмев
- Христо Иванов – Големия
- Васил Йонков – Гложенеца
- Бранислав Велешки
- Матей Преображенски – Миткалото
- Цеко Петков (дядо Цеко войвода)
- Христо Димитров Иванов Мирвански
- Ангелко,28-годишен,от района на Панагюрище